# Ratschenitza

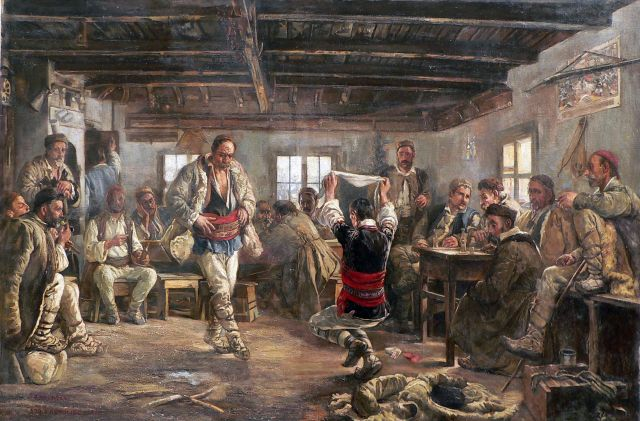
Iwan Mrkvička - Rȃčenica

Die Ratschenitza (bulgarisch Ръченица  in IPA-Lautschrift [ˈrɤt͡ʃɛnit͡sɐ])  ist ein bulgarischer Volkstanz im 7/8-Rhythmus, mit der typischen Betonung 2-2-3 (kurz-kurz-lang). Der Tanz ist in ganz Bulgarien zu finden, unterscheidet sich jedoch stilistisch sehr stark in den verschiedenen Regionen des Landes. Seit 2017 ist er Namensgeber für den Ratscheniza-Nunatak auf der Alexander-I.-Insel in der Antarktis.

## Beschreibung
Im Unterschied zu den in Bulgarien als „Horo“, (bulgarisch Хоро) bezeichneten Reigen wird die Ratschenitza zumeist ohne Fassung solo, oder paarweise gegenüber, gelegentlich auch zu dritt (Ratschenitza po trojki) getanzt. Wenn in Bulgarien von Volkstänzen die Rede ist, wird meist von „Hora i Ratschenitzi“ gesprochen. „Narodni Hora“ sind also nicht einfach „Volkstänze“ und „Horo“ ist nicht der Überbegriff für alle, sondern nur für die Tänze, die in Kreis oder Reihe getanzt werden, wobei die Tänzer sich an Händen, Schultern oder Gürtel fassen.
Der Name „Ratschenitza“ stammt von „Ratschenik“, einem Tuch, das die Tänzer beim Tanzen in einer Hand (Raka) halten und schwenken oder wirbeln. Da die Tänzer bei der Ratschenitza nicht in eine Reihe eingebunden und somit nicht zur Rücksichtnahme auf die Nachbartänzer gezwungen sind, können sie die vorhandene Freiheit gut für eine Präsentation ihres tänzerischen Könnens und ihrer Kraft und Kondition nutzen. Dadurch gibt es bei der Ratschenitza Gelegenheit zu vielfältigen choreographischen Improvisationen.
Normalerweise sind die Hände bei der Ratschenitza in der Hüfte eingestützt. Häufig werden aber die oben genannten Bewegungen mit dem Tuch ausgeführt oder die Tänzer klatschen vor der Brust, über dem Kopf, hinter dem Rücken, über oder unter dem gestreckten Bein in die Hände. Männer können auch rhythmische Schläge mit den Händen auf Schenkel und Füße ausführen.
Es gibt jedoch auch Ratschenitzi im Kreis mit Hand- oder Gürtelfassung, die in Bulgarien als „Horo-Ratschenitza“ oder „Hvanata Ratschenitza“ bezeichnet werden.

## Rhythmus/Betonung
Der typische Rhythmus der Ratschenitza ist der ungerade 7/8-(oder schneller auch 7/16)-Takt, in der klassischen Form mit der Verteilung 2-2-3 (zwei Achtel - zwei Achtel - drei Achtel, bzw. kurz-kurz-lang). Die Variante Ratschenik für Männer hat den Rhythmus 3-2-2 (lang-kurz-kurz) mit einem langsamen Tempo.
Es sind jedoch nicht alle Tänze im 7/8-Takt zwangsläufig Ratschenitzi, sondern nur die mit der Rhythmusverteilung 2-2-3 und dem Tempo um 320 Achtel/Minute (Allegro) oder schneller. Bei anderen Tempi, anderer rhythmischer Gliederung oder abweichender Akzentuierung kann es sich trotz des gleichen Rhythmus um völlig andere Tänze handeln.